# Templo de Nakrah

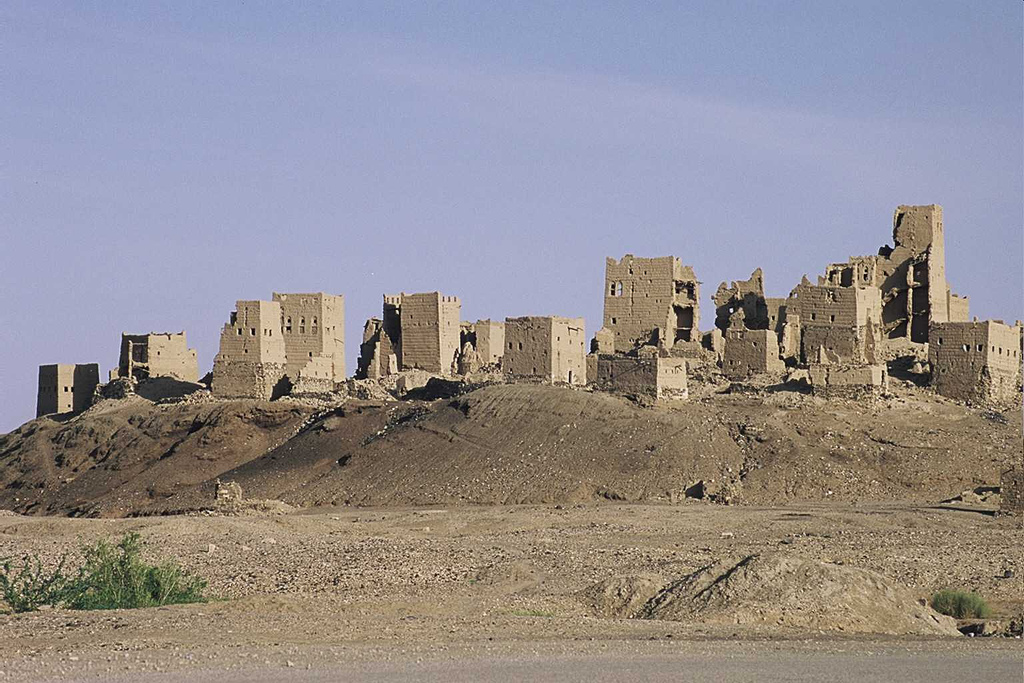
Ruínas de Baraqish.

O Templo de Nakrah foi um grande templo quadrado construído pelos mineanos na cidade de Baraqish. É um dos três templos da cidade descobertos.
Baraqish é a cidade murada antiga mais bem preservada do Iémen, já teve mais de cinquenta torres e dois portões, e as suas paredes alcançaram uma altura de até 14 m.
O templo foi relatado como estando seriamente destruído pela Guerra Civil Iemenita, tendo sido bombardeado pelos militares da Arábia Saudita enquanto estava a ser usado pelas forças Houthi.